# Vălenii de Munte
Vălenii de Munte [ˈvɘleni de munte] ist eine Kleinstadt im Kreis Prahova in der Großen Walachei in Rumänien.

## Geographische Lage
Vălenii de Munte liegt im äußeren Karpatenvorland, am Übergang der Ost- in die Südkarpaten in einer nach der Stadt benannten Talsenke (Depresiunea Vălenii de Munte) am Fluss Teleajen. Die Kreishauptstadt Ploiești befindet sich etwa 30 km südlich von Vălenii de Munte entfernt.

## Geschichte
Vălenii de Munte wurde 1431 erstmals urkundlich erwähnt. 1433 ist der Ort als an einem Handelsweg zwischen dem Fürstentum Walachei und Siebenbürgen liegend beschrieben. Von 1645 bis 1781 war Vălenii de Munte Verwaltungssitz des Kreises Săcuieni, der später zwischen den Kreisen Prahova und Buzău aufgeteilt wurde. 1684 wurde der Ort erstmals als Stadt genannt. Seit 1797 ist eine Schule belegt. Durch die etwas abseitige Lage verlor die Stadt im weiteren Verlauf etwas an Bedeutung. In den Jahren nach der Revolution 1989 wurden zwei Gewerbegebiete geschaffen, in denen sich Betriebe der Metall- und Holzverarbeitung sowie der Textil- und Konservenherstellung angesiedelt haben. Eine wichtige Rolle spielt außerdem der Tourismus; die Stadt ist ein Naherholungsgebiet für viele Bewohner von Bukarest und Ploiești.

## Bevölkerung
1832 waren in Vălenii de Munte 518 Haushalte mit 2590 Einwohnern registriert. Bis zum Zweiten Weltkrieg wuchs die Stadt nur langsam (1948 4491 Einwohner), danach rascher. Bis 1992 stieg die Bevölkerungszahl auf 13.689. 2002 wurden in Vălenii de Munte 13.309 Einwohner registriert, darunter 13.207 Rumänen und 77 Roma.

## Verkehr
Vălenii de Munte besitzt einen Bahnhof an der Bahnstrecke Ploiești–Măneciu. Hier verkehren aktuell (2008) jedoch nur drei Zugpaare täglich. Von größerer Bedeutung ist der Busverkehr (regelmäßige Verbindungen u. a. nach Ploiești und Predeal). Durch die Stadt verläuft die Nationalstraße DN1A von Bukarest nach Săcele.

## Sehenswürdigkeiten
- Kirche Adormirea Maicii Domnului, 1680 errichtet, steht unter Denkmalschutz.[5]
- Kirche Intrarea în Biserică - Nica Filip, 1808 errichtet, steht unter Denkmalschutz.[5]
- Holzkirche Sf. Spiridon, Anfang des 19. Jahrhunderts errichtet, steht unter Denkmalschutz.[5]
- Gedenkmuseum für Nicolae Iorga (Muzeul Memorial "Nicolae Iorga"), Anfang des 19. Jahrhunderts errichtet, 1910 erneuert, steht unter Denkmalschutz.[5]
- Ethnografisches Museum, Ende des 19. Jahrhunderts errichtet, steht unter Denkmalschutz.[5]
- Reste einer römischen Festung in Drajna
- Museum religiöser Kunst

## Städtepartnerschaften
Vălenii de Munte unterhält eine Städtepartnerschaft mit der Kleinstadt Cimișlia in Moldawien.

## Söhne und Töchter
- Octavia Spineanu-Matei (* 1967), Juristin
- Constantin Laurențiu Rebega (* 1976), Politiker